# جزيرة سيغيندينغ الصغرى
جزيرة سيغيندينغ الصغرى وهي جزيرة من جزر إندونيسيا، وتقع في إقليم كالمنتان الشرقية، في أرخبيل بورنيو.